# メッザルーナ

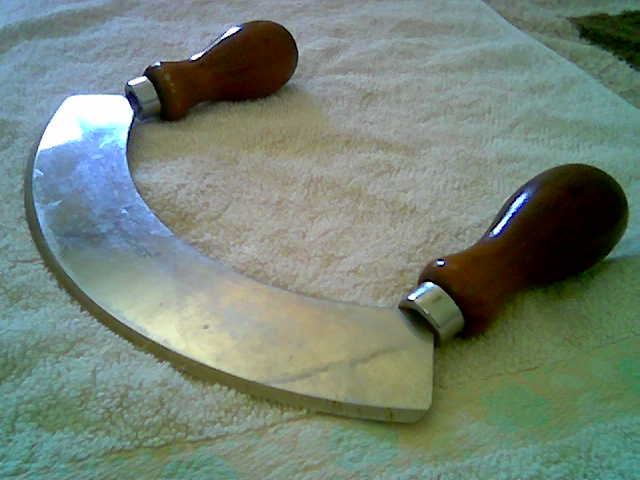
一枚刃のメッザルーナ

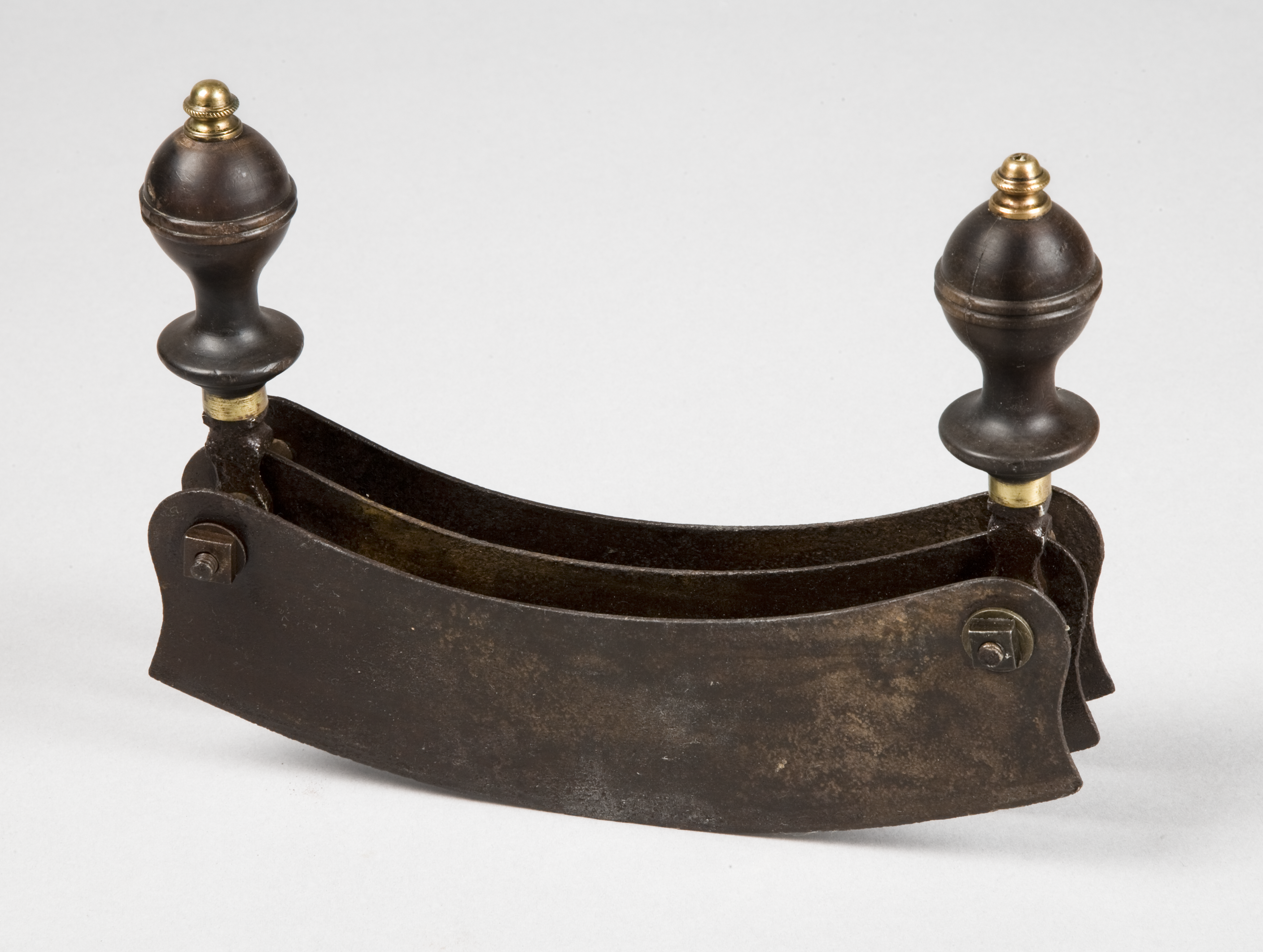
肉用の三枚刃メッザルーナ

メッザルーナ（またはメッツァルーナ、伊: mezzaluna）は、各端に持ち手（ハンドル）が付いた1つまたは複数の湾曲した刃を持つナイフの一種。両手で各持ち手を握り、メッザルーナを前後に揺らす動きで材料を切り刻む。刃は1枚が一般的であるが、2枚または3枚の刃がついたものも存在する。またの名をミンチングナイフとも言う。
メッザルーナは通常、ハーブやニンニクをみじん切りにするために使用されるが、チーズや肉などをみじん切りにするために使用することもできる。また、非常に大きな一枚刃のメッザルーナがピザの切断に使用されることがある。イタリアでは一般的に、ソフリットやペストなどの準備に用いられる。
メッザルーナはイタリア語で「半月」を意味し、刃の湾曲した形状にちなんでいる。イギリスではこの名称が最も一般的に使用されている。